# Gruppe Sozialrevolutionärer Nationalisten
Die Gruppe Sozialrevolutionärer Nationalisten (GSRN) war eine Gruppierung des nationalrevolutionären Spektrums zur Zeit der Weimarer Republik, die im Sommer 1930 vom Berliner Journalisten Karl Otto Paetel gegründet wurde.

## Ideologie
Die GSRN veröffentlichte im Sommer 1930 ein Manifest mit dem Titel Sozialrevolutionärer Nationalismus, in dem in einzelnen Artikeln und später noch einmal thesenartig ihre politischen Leitlinien sichtbar wurden. Die Gruppe bekannte sich zur Nation als „letztem politischen Wert“, zum Volk und zum Sozialismus. Dieser würde einerseits als „geistige Umgestaltung“, aber auch mit der „Nationalisierung aller Groß- und Mittelbetriebe“ stattfinden müssen. Ausdrücklich bekannte sich die Gruppe zum „Klassenkampf der Unterdrückten“, zum Bündnis mit der Sowjetunion und allen „unterdrückten Klassen und Nationen“.

## Geschichte
Entstanden aus Enttäuschung über den von ihnen als „faschistisch“ und „bürgerlich“ angesehenen Kurs der NSDAP, entwickelte sich vor allem nach dem Bruch Hitlers mit Otto Strasser in einigen Kreisen der bündischen Jugend, vor allem aber unter jungen Nationalisten um Zeitschriften wie Die Kommenden (deren Chefredakteur Paetel bis zum Spätsommer 1930 war) und Die Tat immer stärker eine politische Haltung, die stärker als bisherige Gruppen im nationalrevolutionären bzw. nationalbolschewistischen Spektrum das „Bolschewistische“ betonten.
Ging die Gruppe, die nie mehr als einige hundert Mitglieder umfasste, erst davon aus, junge parteiunabhängige Nationalisten mit „linken“ und nach Strassers Bruch mit Hitler enttäuschte Nationalsozialisten zusammenschließen zu können, veränderten sich ihre Vorstellungen nach der Erklärung der KPD „zur nationalen und sozialen Befreiung des deutschen Volkes“, die von der KPD am 25. August 1930 abgegeben wurde. Nun sahen die GSRN Anknüpfungspunkte ihrer Politik mit der der KPD. Paetel sprach von einem „Schulter an Schulter“-gehen mit dem „revolutionären Proletariat – mit der KPD“, um eine „sozialistische“ Revolution, die Aufhebung des Versailler Vertrags sowie des Young-Plans und eine starke Ostbindung Deutschlands zu erreichen.
Nach Paetels Ausscheiden aus der Redaktion der Zeitschrift Die Kommenden gründete er eine eigene Plattform für die GSRN: die Zeitschrift Die sozialistische Nation, die von Januar 1931 bis Januar 1933 erschien. Bemerkenswert war beispielsweise eine Umfrage, die Paetel im Sommer 1931 unter den wichtigsten Köpfen der unabhängigen Rechten durchführte zur Frage der Stellung im Falle eines Interventionskrieges gegen die Sowjetunion. Diese Antworten, die fast einhellig gegen einen solchen Krieg waren, wurden veröffentlicht und diskutiert. Bei der Reichspräsidentenwahl 1932 empfahl Die sozialistische Nation die Wahl des kommunistischen Kandidaten Ernst Thälmann. Das Heft glich zeitweise einer offenen Plattform, Schriftwechsel und Diskussionen zwischen Paetel, Gollong, Grosse, Bodo Uhse etc. auf der einen mit Boris Goldenberg (KPO) oder Wolfgang Abendroth (Freie sozialistische Jugend) auf der anderen Seite sind vor allem 1931 häufig in den Heften zu finden.
Die Gruppe versuchte trotz teilweiser Nähe ihrer Positionen zu denen der KPD von dieser nicht übernommen zu werden, aber auch nicht zurück in das nationalsozialistische Lager zu gehen. Neben Diskussionsveranstaltungen und dem Mitwirken im Kampfbund gegen den Faschismus war ihr Wirken größtenteils publizistisch. Anfang 1933 beendete Paetel sein Nationalbolschewistisches Manifest, in dem er von der Gründung einer nationalbolschewistischen Partei sprach, die sich mit Claus Heim sowie Ernst Niekisch zur Wahl stellen sollte. Hitlers „Machtergreifung“ setzte dem Erscheinen der Zeitschrift Die sozialistische Nation sowie der Existenz der GSRN ein sofortiges Ende. Paetel bemühte sich in der Folge noch um „Zellenbildung“ innerhalb der HJ und der SA, floh aber 1935 aus Berlin.

## Rezeption
Louis Dupeux schätzt die Gruppe als eine der theoretisch klarsten und einflussreichsten im nationalrevolutionären Spektrum der Weimarer Republik ein. Zeitzeugen wie Leopold Schwarzschild und Kurt Hiller setzten sich in Artikeln mit der GSRN auseinander. Aufgrund ihrer Kontakte zum gesamten Spektrum der nationalrevolutionären Bewegung, ihrer Verwurzelung in der Jugendbewegung und den offenen Diskussionen mit Persönlichkeiten aus dem linken Spektrum (z. B. Ernst Toller) gelten sie als eine der einflussreichsten Gruppen im nationalbolschewistischen Lager.
Vertreter der heutigen Neuen Rechten beziehen sich im Rahmen der Querfront-Strategie auf diese Ideologie und greifen deren Ideen auf.